# Головоломка с усами из кошачьей шерсти

Габриэль Найт с усами из кошачьей шерсти пытается выдать себя за детектива Мозли

В приключенческой игре 1999 года Gabriel Knight 3: Blood of the Sacred, Blood of the Damned игрок должен решить головоломку, которую принято называть «головоломка с усами из кошачьей шерсти». В ней главный герой Габриэль Найт использует маскировку, чтобы украсть арендованный мотоцикл. Головоломка была создана продюсером игры Стивеном Хиллом после того, как от другой головоломки, над которой работала ведущий дизайнер игры Джейн Дженсен, пришлось отказаться из-за проблем с бюджетом. Она не понравилась разработчикам, но из-за нехватки времени её пришлось оставить.
Головоломка получила в целом негативную оценку. Её часто называли одной из худших в жанре приключенческих игр, а один автор даже назвал головоломку «частично ответственной» за снижение общей популярности жанра.

## Загадка и решение
Головоломка появляется в одной миссии игры Gabriel Knight 3: Blood of the Sacred, Blood of the Damned, во время которой главный герой Габриэль Найт должен выдать себя за другого человека, детектива Мозли, чтобы взять его мотоцикл напрокат. Для этого Габриэль должен собрать различные предметы. Чтобы создать усы, он прикрепляет кусок малярного скотча к двери сарая. После он обливает водой из шланга сидящую на заборе кошку, чтобы вынудить её пробежать через двери сарая; в результате часть шерсти прилипает к скотчу. Затем Габриэль должен отвлечь Мозли. Он использует конфету, тем самым заставив того наклониться, что позволяет Габриэлю украсть паспорт. После этого Габриэль отправляется в комнату Мозли и крадёт золотое пальто. Габриэль забирает из бюро находок красную кепку, которая поможет скрыть факт, что у него, в отличие от Мозли, нет лысины. Габриэль делает фальшивые усы, прикрепляя кошачью шерсть к своему лицу с помощью кленового сиропа. Габриэль подрисовывает маркером фальшивые усы в паспорте Мозли, чтобы скрыть различия между их лицами. После этого он возвращается, и ему дают напрокат мотоцикл Мозли.

## Концепция и создание
Головоломка была создана продюсером игры Gabriel Knight 3 Стивеном Хиллом. Она появилась в результате того, что другую головоломку, созданную дизайнером игры Джейн Дженсен, пришлось убрать из-за проблем с бюджетом. Головоломка с усами из кошачьей шерсти не нравилась многим разработчикам игры, в том числе ведущему техническому дизайнеру Скотту Биласу, но была включена в игру из-за нехватки времени. Дженсен объясняла сложность головоломки как длиной, так и отсутствием подсказок. Она считает, что головоломка слишком раздута и ей самой она не нравится.

## Реакция и наследие

Головоломку критиковали за различия между Габриэлем и Мозли, особенно за отсутствие усов у Мозли

«Головоломка с усами из кошачьей шерсти» заслужила негативную репутацию среди критиков, и стала использоваться как идиома для обозначения непонятных и нелогичных действий, которые игроки могут предпринять в приключенческих играх. Автор «PC World» Хайден Дингман назвал эту головоломку «позорной» и олицетворяющей то, насколько сложными могут быть игры Sierra. Кирк Гамильтон из «Kotaku» назвал её иконой ужасных головоломок в приключенческих играх и посчитал, что никто не сможет решить её без стратегического руководства. В своей рецензии на Gabriel Knight 3 автор «Computer Gaming World» Том Чик назвал её самым заметным аспектом игры, несмотря на то, что головоломки более поздних частей игры оказались сложнее. Он объясняет это тем, что раннее появление головоломки вызвало большее резонанс. Автор «Gamasutra» Кристиан Натт назвал головоломку тупой, заявив, что это не то, что игрок когда-либо хотел бы сделать. Автор «Hardcore Gaming 101» Курт Калата назвал её самой «печально известной» головоломкой игры; он считает, что такая «странная» головоломка была бы уместна в более мультяшной игре, такой как Maniac Mansion: Day of the Tentacle, но в серии Gabriel Knight основной упор сделан на реализм, поэтому головоломка кажется «абсурдной». Головоломка в видеоигре Broken Sword 5: The Serpent’s Curse требует от игрока сделать козлиную бородку и усы, используя клейкие полоски и мех для чучел собак, что заставило журналиста IGN Чака Осборна предположить, что она является отсылкой к головоломке про усы из кошачьей шерсти.
Джейн Дженсен взяла на себя часть вины за снижение популярности приключенческих игр в связи с выходом Gabriel Knight 3. Геймдизайнер Эрик Уолпоу возложил на неё вину за плохой дизайн головоломки. Вулпоу критиковал головоломку за то, что она требует от людей сделать фальшивые усы, чтобы выдать себя за человека без усов, и описал сам процесс создания усов как «ненормальный». Автор «GamesRadar+» Чарли Барратт включил её в свой список «самых глупых головоломок» в видеоиграх, предположив, что головоломка была «нелогичной и нерациональной» и что она способствовала вымиранию приключенческих игр. Несмотря на возлагаемые на головоломку обвинения о том, что она убила приключенческие игры, автор Грант Боллмер оспаривает это мнение, возлагая вину на корпоративную реструктуризацию, «вмешательство в творческий процесс» и «растущий масштаб» популярности видеоигр.
Головоломка также подвергалась критике со стороны других игровых дизайнеров. Дизайнер и программист Campo Santo Нельс Андерсон считал, что приключенческие игры 1990-х годов были хороши, несмотря на их геймплей. Никто не играет в них из-за их «тупых головоломок», приводя в пример именно головоломку «усы из кошачьей шерсти». Андерсон критиковал головоломку, в частности, за то, что в игроки должны надеть фальшивые усы, чтобы выдать себя за человека, у которого их нет. Соучредитель Frictional Games Томас Грип назвал головоломку «ярким примером» того, чего не должны делать геймдизайнеры.